# Raión de Tarusa
El raión de Tarusa (ruso: Тару́сский райо́н) es un distrito administrativo y municipal (raión) ruso perteneciente a la óblast de Kaluga. Se ubica en el noreste de la óblast. Su capital es Tarusa.
En 2021, el raión tenía una población de 16 603 habitantes.
El raión es limítrofe al sur y este con la óblast de Tula, y al noreste con la óblast de Moscú.
Antes de la creación de la actual óblast de Kaluga en 1944, el raión de Tarusa formaba parte de la óblast de Tula.

## Subdivisiones
Comprende la ciudad de Tarusa (la capital), que forma un ayuntamiento urbano sin pedanías, y 95 localidades rurales. Estas últimas se agrupan en los siguientes diez asentamientos rurales:
- Aldea Alekino
- Aldea Pojvisnevo
- Pueblo Bariátino
- Pueblo Voznesenye
- Pueblo Vólkovskoye
- Pueblo Kuzmishchevo
- Pueblo Lopátino
- Pueblo Nekrásovo
- Pueblo Petrishchevo
- Pueblo Roshcha